# Shumija
Shumija (en ruso: Шуми́ха) es una ciudad del óblast de Kurgán, Rusia, ubicada en la ladera este de los montes Urales, a 133 km al oeste de Kurgán, la capital del óblast. Su población en el año 2010 era de 17 800 habitantes.

## Historia
Se fundó en 1892 en los alrededores de una estación de ferrocarril, y obtuvo el estatus o categoría de ciudad en 1944.